# Skorvtjärnen (Degerfors socken, Västerbotten)
Skorvtjärnen är en sjö i Vindelns kommun i Västerbotten och ingår i Umeälvens huvudavrinningsområde.